# Purgatorium des heiligen Patrick (Wallfahrtsort)

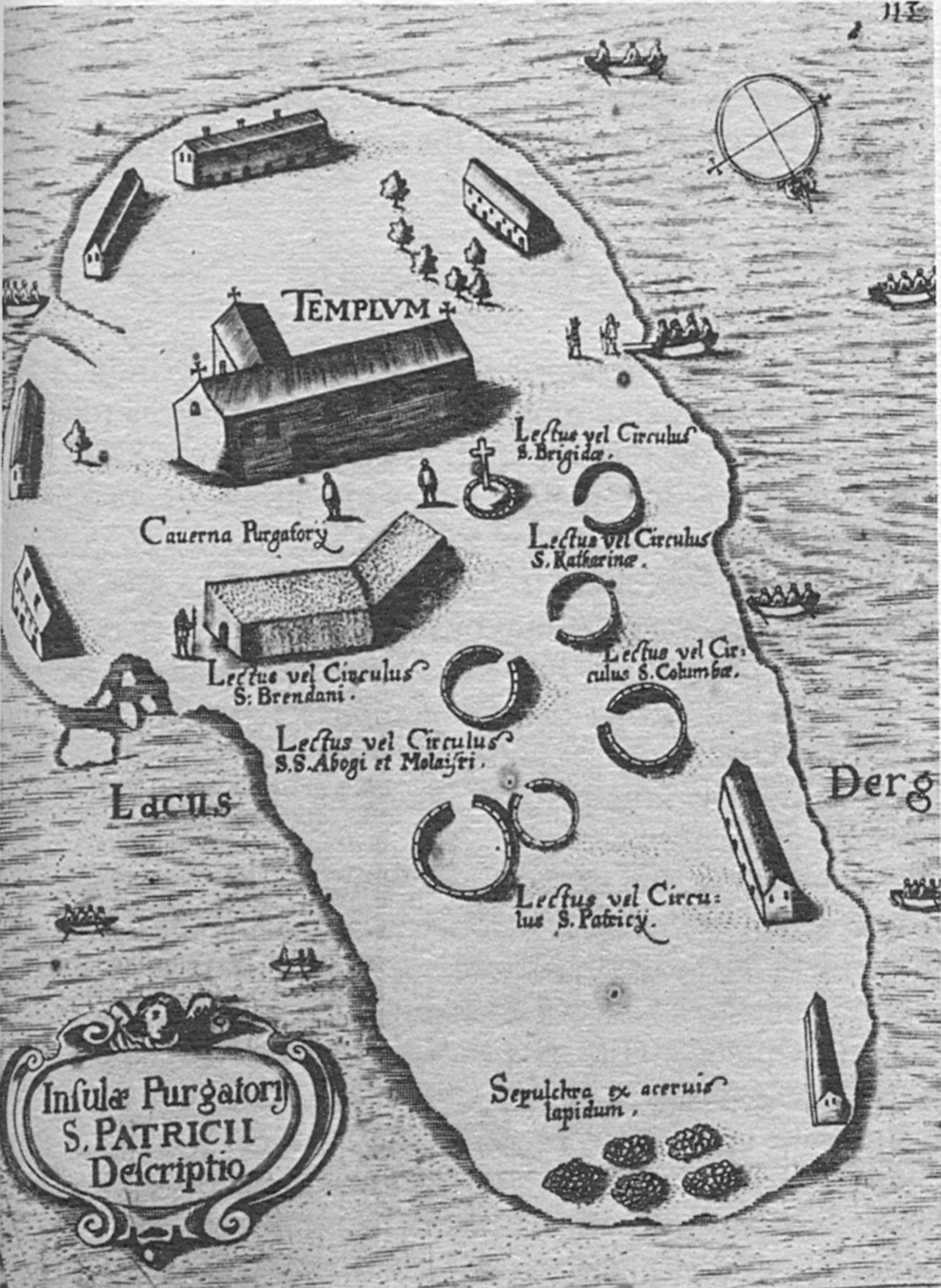
Karte der Insel von Thomas Carve 1666.

Das Purgatorium des heiligen Patrick (irisch Purgadóir Phádraig, englisch St. Patrick’s Purgatory, Latein Purgatorium Sancti Patricii) ist ein alter Wallfahrtsort auf Station Island (Inis an Turais oder Oileán na Stáisiún), einer Insel im Lough Derg, County Donegal, Irland.
Der Legende zufolge stammt der Wallfahrtsort aus dem 5. Jahrhundert, als Christus dem heiligen Patrick eine Höhle (auch als Schacht oder Quelle bezeichnet) zeigte, welche ein Eingang zur Hölle sei.
Seine Bedeutung im Mittelalter ergibt sich aus Erwähnungen in Texten seit 1185 und Darstellung auf Landkarten aus ganz Europa seit dem 15. Jahrhundert. Es ist der einzige benannte Ort in Irland auf Martin Behaims Globus von 1492 (als „St Patrci Fegfeuer“).

## Lage

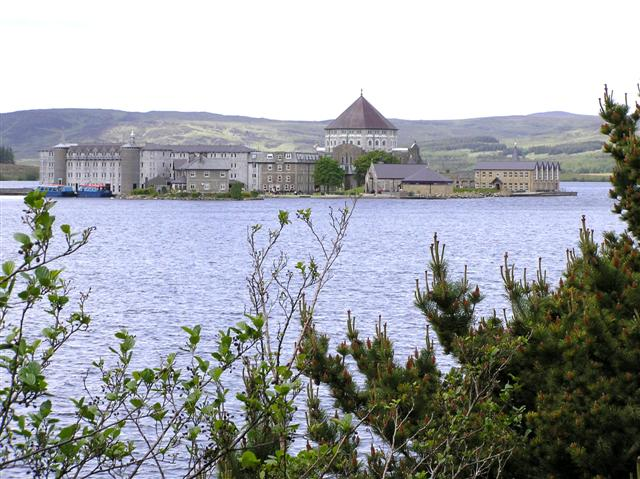
Blick auf Station Island vom Ufer des Lough Derg

Im 19. Jahrhundert gab es Verwirrung über die wirkliche Lage des Purgatoriums, ob es auf Station Island oder Saints Island (Oileán na Naomh) im Lough Derg liegt. Irische Landkarten des frühen 19. Jahrhunderts der Ordnance Survey (1837–42) lokalisieren das Purgatorium auf Saints Island. Jedoch ist die Annahme seiner Lage auf Station Island eine ununterbrochene Tradition seit dem Mittelalter. Es wird in Dokumenten aus dieser Zeit eindeutig so angegeben und es erscheint als „Caverna Purgatory“ auf der detaillierten Landkarte von Station Island in Thomas Carves Buch Lyra Hibernica (1666).

## Grundlage
Legenden berichten, dass Patrick zunehmend entmutigt gewesen sei durch die Zweifel der noch nicht Bekehrten, die sagten, dass sie ihm nicht glauben würden, bis sie deutliche Beweise erhielten. Patrick betete um Gottes Hilfe, das Wort Gottes zu verkünden und die Iren zu bekehren. Als Antwort zeigte Gott ihm eine Grube in der Erde, die er Purgatorium nannte. Indem er diesen Ort den Menschen zeigte, würden sie alles glauben, was er ihnen sagte. Als Zeugen des Purgatoriums würden die Menschen die Wahrheit der Freuden des Himmels und der Qualen der Hölle erkennen.
Aufgrund der spärlichen Dokumentation für das Irland des 5. Jahrhunderts ist es nicht überraschend, dass es keinen Beweis dafür gibt, dass Patrick jemals Lough Derg besuchte. Auch die Legende entstand erst spät, wahrscheinlich erst im 12. Jahrhundert. Es gibt jedoch eine besser etablierte Legende bezüglich des heiligen Dabheog, dem Abt und möglichen Gründer des Klosters während der Lebenszeit Patricks. Sein Name ist seit dieser Zeit mit einer Reihe von Orten verbunden, z. B. St. Davoc’s Chair am Südufer des Sees, dem Berg Seedavoc (Suí Dabheoig, St. Dabheogs Sitz). Eine der Inseln im Lough Derg wurde auch nach ihm benannt: St. Davoc’s Island, eventuell identisch mit Saints Island.

## Die Höhle

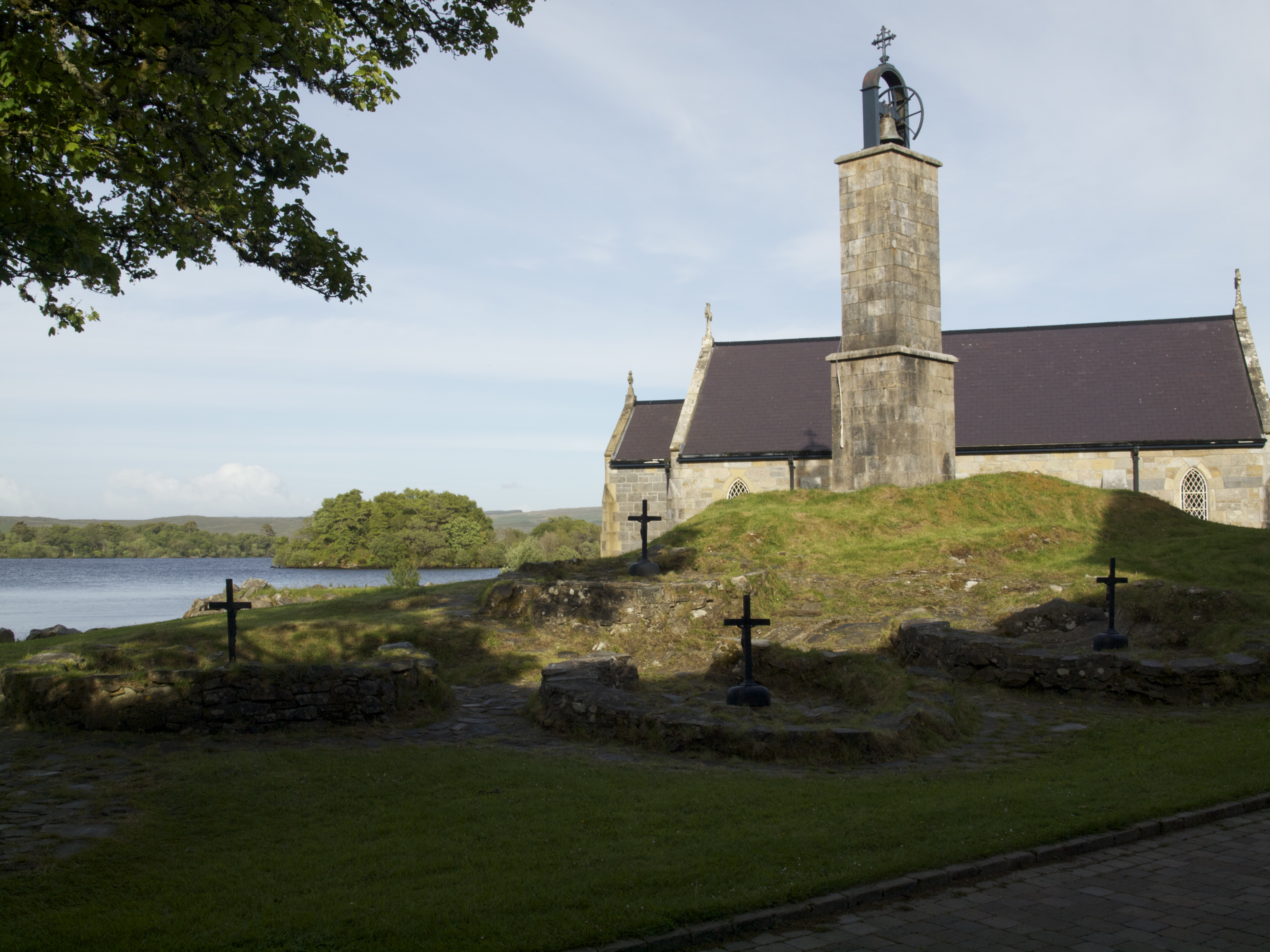
Kapelle, Glockenturm und Bußstellen auf Station Island. Der Glockenturm steht auf einem Hügel am Ort der Originalhöhle.

Obwohl die Höhle seit dem 25. Oktober 1632 geschlossen ist, haben sich viele Beschreibungen früherer Pilger erhalten. Sie beschrieben sie als eine Höhle, Keller oder umschlossene Grube. Der verschlossen gehaltene Eingang war schmal: 0,6 m breit und 0,9 m hoch. Im Inneren war ein kurzer Abstieg von 6 Stufen. Die Höhle war in zwei Teile geteilt: der erste Teil war ungefähr 3 m lang und nur hoch genug, darin zu knien; nach einer Kurve war eine weitere Nische, ungefähr 1,5 m lang.
Da es dort nie Ausgrabungen gab, gibt es keine Bestätigung der Beschreibungen. Basierend auf anderen archäologischen Ausgrabungen scheint es sich um eine vorgeschichtliche Struktur zu handeln. Manche haben ein Souterrain vorgeschlagen. Die Größe der Höhle macht dies jedoch sehr unwahrscheinlich. Eine plausiblere Vorstellung ist, dass es sich um eines der sogenanntes Sweathouses handelt, welche bis in das 12. Jahrhundert in Irland in Benutzung waren. Menschen nutzten diese Orte, um Rauch dort verbrannter medizinisch wirksamer Pflanzen einzuatmen. Der Name „Purgatorium“ könnte zunächst im ursprünglichen lateinischen Sinn als Ort der Reinigung und Säuberung verwendet worden sein, ganz im Sinne der modernen Sauna. Insbesondere kam der moderne Sinn des Wortes „Purgatorium“ als ein Platz der Bestrafung im Leben nach dem Tode nicht vor dem 13. Jahrhundert in Benutzung. Die Höhle wäre dann ein Ort, zu dem Menschen kamen, um körperliche oder spirituelle Heilung zu erfahren, sogar schon bevor es mit dem heiligen Patrick im 12. Jahrhundert assoziiert wurde als ein Ort rein spiritueller Heilung.

## Das Kloster und seine Funktionen

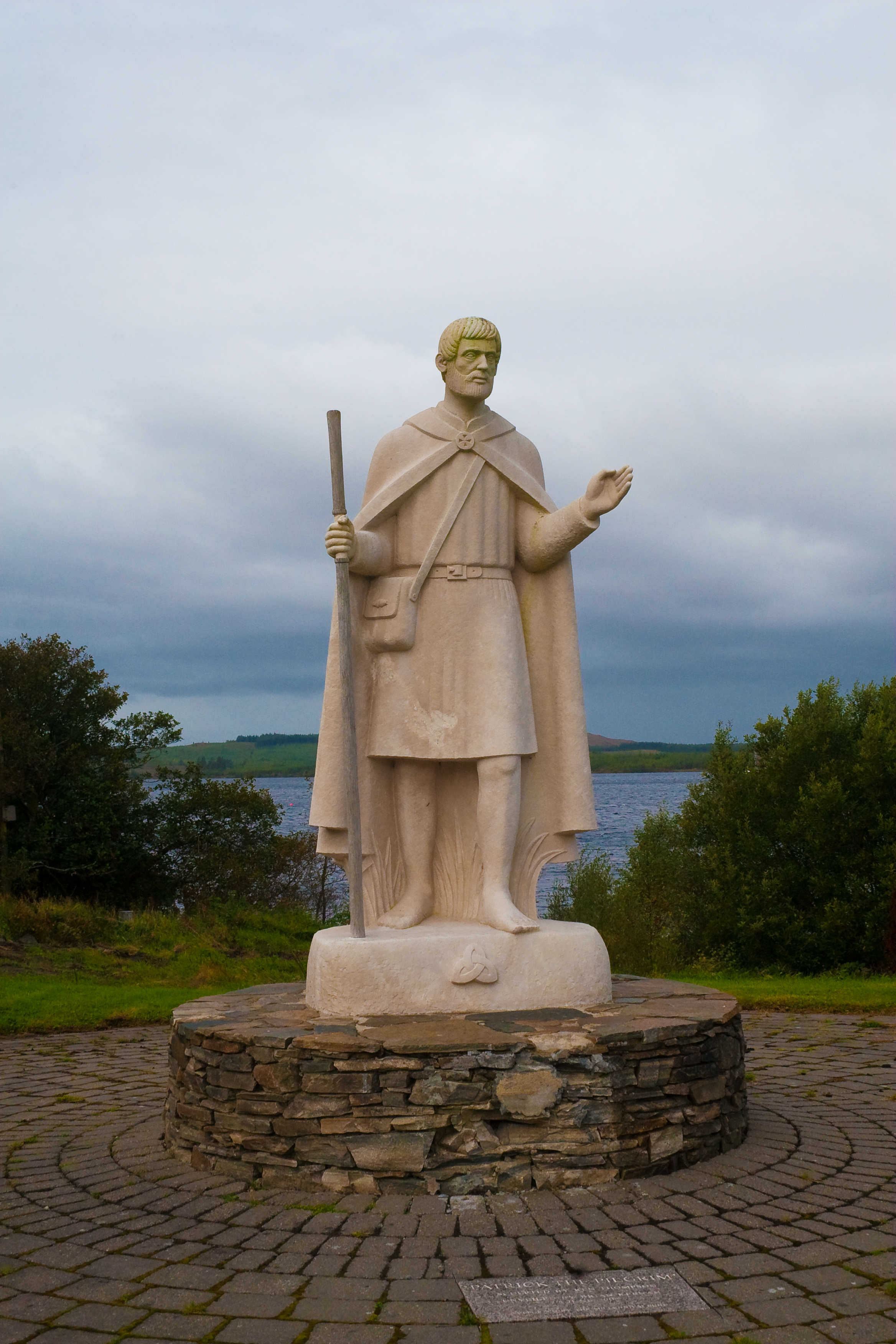
Die Statue Patrick der Pilger nahe dem Anleger der Fähre nach Station Island.

Ein Kloster existierte auf den Inseln im Lough Derg wahrscheinlich seit dem 5. Jahrhundert. Es umfasste vermutlich auch Eremiten, die jeweils in einer Bienenkorbhütte (irisch Clochán) lebten. Die Reste von sechs Hütten blieben in Form der sog. „Sühnebetten“ (penitential beds, leapacha aithrí) erhalten. Es sind kreisförmige niedrige Mauerreste mit einem Kreuz im Inneren. Es sind Stationen der Wallfahrt. Sie werden heute nach meist irischen Heiligen benannt (Dabheog, Molaise, Columcille, Brendan, Brigid und Katharina)
Um 1130 erhielten Augustiner-Chorherren das Kloster durch die Autorität des Erzbistums Armagh unter dem heiligen Malachias.  Das Kloster auf Saints Island (Oileán na Naomh) bot Pilgern Gastfreundschaft, die das Kloster im Geiste der Reue und des Gebets besuchten. Es diente auch als Ort, wo sich Pilger vorbereiten konnten, um das Purgatorium zu besuchen. Dokumente berichten, dass Pilger, die das Purgatorium besuchen wollten, mit Erlaubnisbriefen eines Bischofs ihrer Heimatregion oder des Erzbischofs in Armagh erschienen.
Sie verbrachten dann fünfzehn Tage mit Fasten und Beten, um sich auf den Besuch von Station Island vorzubereiten, das eine kurze Bootsfahrt entfernt war. Am Ende der fünfzehn Tage bekannten sie ihre Sünden, erhielten die Kommunion und unterzogen sich einiger letzter Rituale, bevor sie in der Höhle für 24 Stunden eingeschlossen wurden. Am nächsten Morgen öffnete der Prior den Eingang und wenn der Pilger lebend angetroffen wurde, wurde er nach Saints Island
für weitere fünfzehn Tage des Gebets und Fastens zurückgebracht.
Seit der Zeit des heiligen Dabheog scheint diese Region Pilger von nah und fern angezogen zu haben. Seit dem 12. Jahrhundert kamen sie aus ganz Europa, gingen in den Häfen von Dublin oder Drogheda an Land und setzen ihre ca. 14-tägige Reise durch Irland zu Fuß fort mit Zwischenstationen in Klöstern am Weg. In dieser Zeit wurden viele Sünder und Gesetzesbrecher zu Pilgerreisen verpflichtet, um für ihre Taten zu büßen und um Vergebung zu erreichen. St. Patricks Purgatorium war ein geeignetes Ziel dieser Bußpilger, da man Gemeinschaften von Eremiten oft als mit besonderer Kraft ausgestattet sah, Pilger von ihren Sünden zu befreien.
Die Wallfahrt wurde 1632 offiziell durch Anordnung des Privy Councils von Irland verboten. Der für die Region zuständige Bischof von Clogher der Church of Ireland, James Spottiswoode, überwachte persönlich die Zerstörung der Wallfahrtsstätten und Schließung der Höhle. Das Kloster wurde aufgelöst, obwohl die lokalen Machthabern den Mönchen offenbar erlaubten, dort zu bleiben. Somit kam es auch zu keiner längeren Unterbrechung der katholischen Pilgerströme.
Um 1710 waren Franziskaner auf der Insel im Sommer präsent, um die Bedürfnisse der Pilger zu befriedigen. Sie erbauten 1763 die Kirche St. Marien von den Engeln auf der Insel. 1785 kam die Verwaltung von Station Island in die Hände des Bistums Clogher.
1813 wurde St. Mary’s Church neu errichtet, aber bereits 1870 durch ein neogotisches Gebäude ersetzt.

## St. Patrick’s Basilica

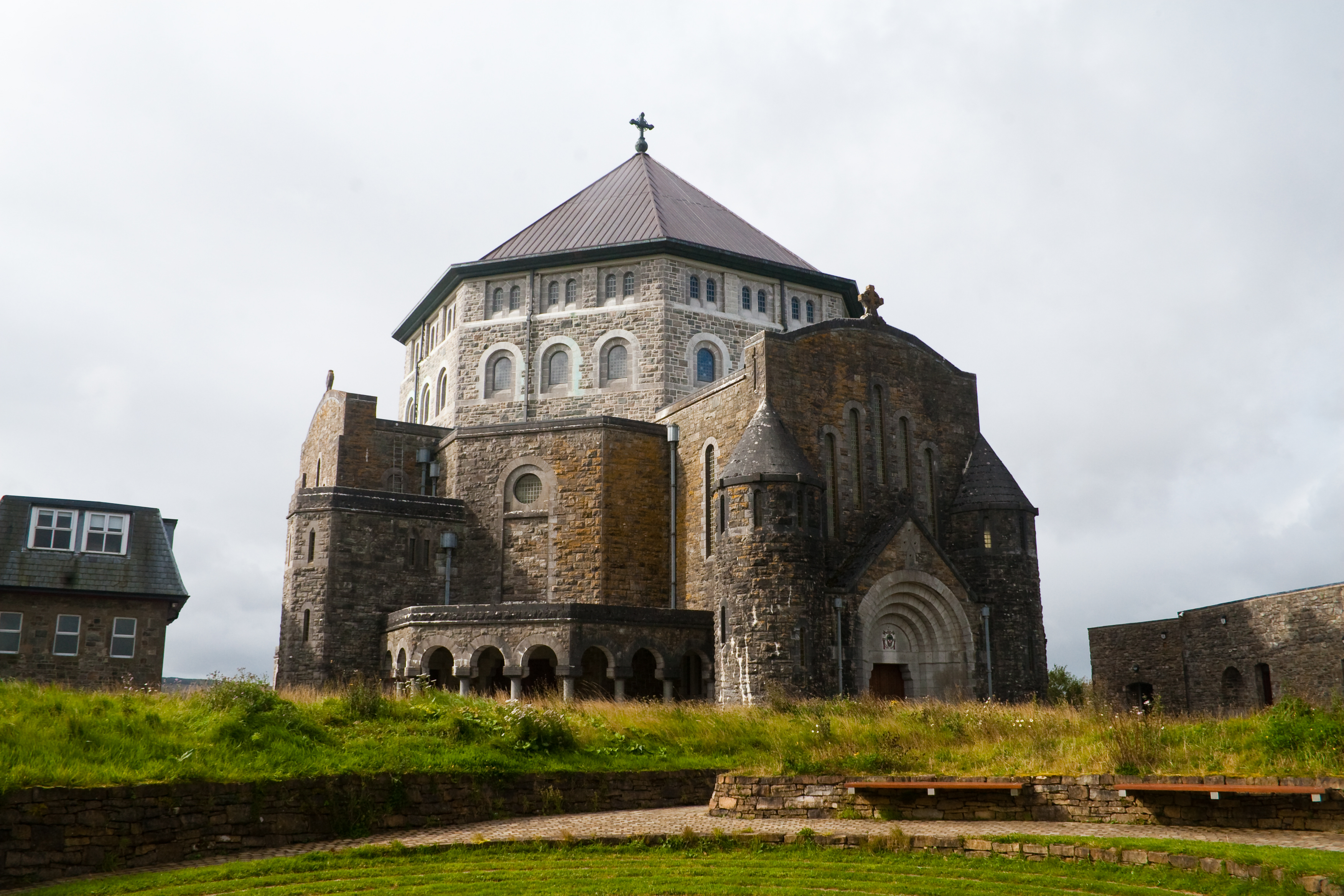
St. Patrick’s Basilica auf Station Island

1780 wurde eine St. Patricks-Kirche errichtet und in der Folge mehrfach umgebaut. 
Unter der Leitung von Prior Patrick Keown wurde am 15. Juli 1925 der Grundstein für die neue St. Patrick’s Basilica gelegt. Sie wurde 1929 fertig gestellt und 1930 für Pilger eröffnet. Die Kirchweihe erfolgte am 12. Mai 1931, wonach Papst Pius XI. die Kirche bereits am folgenden 13. August zur Basilica minor erhob.
Der Kirchenarchitekt William Alphonsus Scott (1871–1921) hatte das Bauwerk im Jahre 1919 im irisch-romanischen Stil entworfen. Der größte Teil des Gebäudes stützt sich auf einem Betonrahmen, der auf dem Felsboden des Sees steht. Die Wände sind aus lokalem Stein gebaut oder mit Kalkstein aus einem Steinbruch bei Carrickmacross verkleidet, unter dem sich Stahlbeton befindet. An den Seiten des Eingangs befinden sich Loggien mit sieben Säulen. Der oktogonale Grundriss ist mit einer facettierten, kupferverkleideten Kuppel bedacht. Die Basilika hat insgesamt 169 Fenster. In vierzehn von diesen wurden in Bleiglasfenstern Apostelbilder und der Kreuzwegstationen in Originalentwürfen von Harry Clarke ausgeführt, der als einer der renommiertesten Glasmaler Irlands gilt. Instandsetzungen an den Fenstern fanden 1988 statt.

## Moderne Pilgerfahrt
Es gibt keinen Beweis, dass die Pilgerfahrten zum Purgatorium je für einen Zeitraum unterbrochen wurden. Sie dauern selbst heute noch an, nach über 1500 Jahren. Die Hauptpilgersaison beginnt jedes Jahr im späten Mai bzw. frühen Juni und endet am 15. August, dem Fest Mariä Himmelfahrt. Es ist eine 3-Tage-Wallfahrt für Pilger aus allen Regionen, die mindestens 15 Jahre alt und in guter Gesundheit sind sowie fähig, ohne Hilfe zu gehen und zu knien. Pilger, die seit der vorhergehenden Mitternacht fasten sollten, versammeln sich am Besucherzentrum am Ufer des Lough Derg am frühen Morgen. Eine Bootsfähre bringt sie nach Station Island. Auf der Insel wird ihnen ein Schlafraum zugewiesen und barfüßig beginnen sie einen fast ununterbrochenen Zyklus von Gebeten und Gottesdiensten.
Diese Gebete (enthalten in einer kleinen Broschüre) – das Vaterunser, das Ave Maria und das Apostolische Glaubensbekenntnis – werden an bestimmten Stationen auf der Insel abgehalten, einschließlich der sechs „Betten“, die Reste der alten Eremitenzellen sind, benannt nach irischen Heiligen.
Pilger verbringen die erste Nacht in der Inselbasilika mit Gebeten, nur in der zweiten Nacht können sie in ihren Schlafräumen schlafen. Jeden Tag auf der Insel erhalten die Pilger ein einfaches Mahl aus trockenem Toast, Haferkeksen und schwarzem Tee oder Kaffee. Am dritten Morgen werden sie auf das Festland zurückgebracht, wo sie das Fasten bis Mitternacht fortsetzen.
Es gibt auch andere Programme im gesamten Jahr, einschließlich Ruhetage, Familientage und Eintages-Rückzügen.
Der Wallfahrtsort ist unter Verwaltung des Bistums Clogher. Das Personal umfasst Menschen, die sowohl in spirituellen wie praktischen Problemen helfen können. Die Einrichtungen umfassen eine Küche, Wäscherei, Erstehilfe-Station und einem Buch- und Geschenkeladen.

## Das Purgatorium in der Literatur

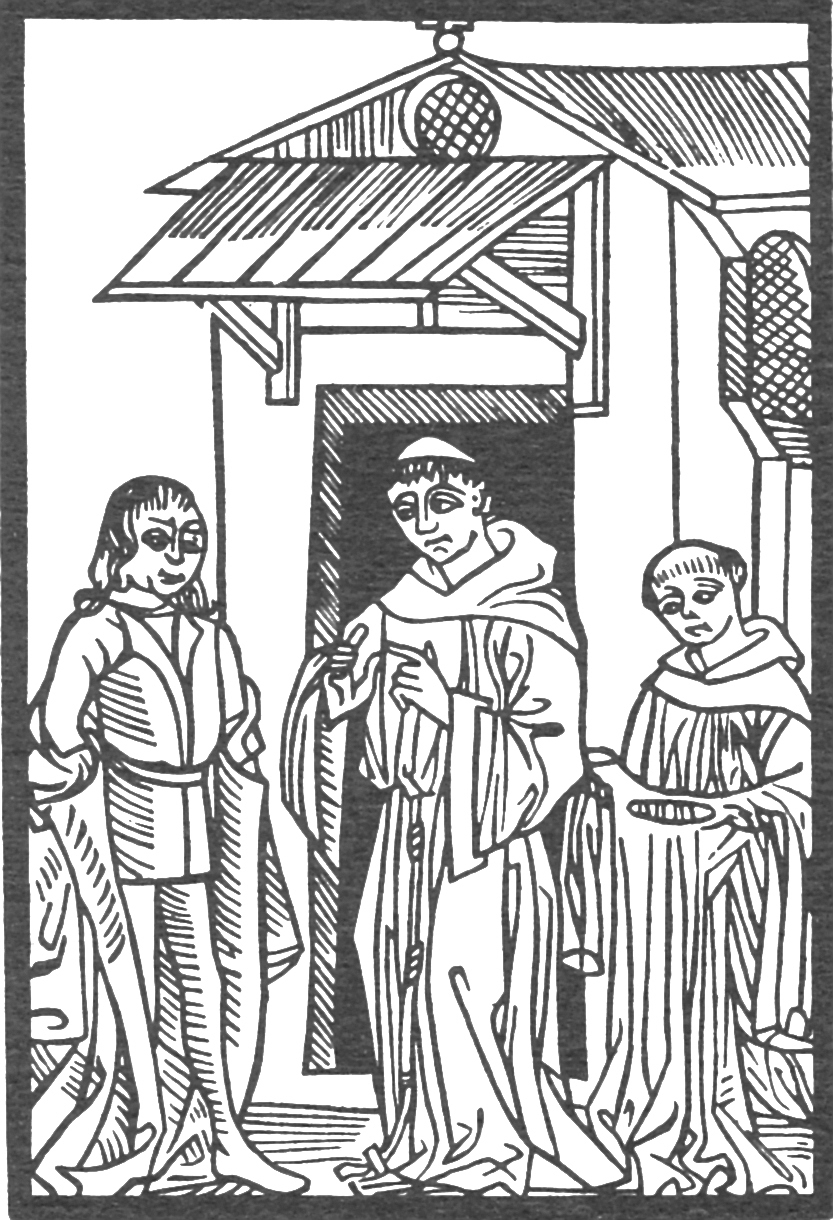
Der Prior des Klosters zählt dem Ritter Owein die Peinigungen auf, die diesen im Purgatorium des heiligen Patrick erwarten. Holzschnitt zur Übersetzung von Claude Noury: Le voyage du puys sainct Patrix auquel lieu on voit les peines de Purgatoire et aussi les joyes de Paradis, Lyon 1506

Der Tractatus de Purgatorio Sancti Patricii ist ein Bericht in lateinischer Sprache, verfasst 1179–1190, mit Schilderung der Jenseitserfahrung des Ritters Owein im Purgatorium des heiligen Patrick. Marie de France übersetzte es ins Französische und erweiterte es zur L’Espurgatoire Seint Patriz (Legende des Purgatorium des heiligen Patricks).
Andere mittelalterliche Werke umfassen den „Ritter von Ungarn“, George Grissophan, aus dem Jahr 1353, dessen Visionen kurz vor 1400 erstmals ins Deutsche übersetzt wurden, oder die „Vision des Ludwig von Frankreich“ (Visio Ludovici de Francia) von  1358, die „Vision des Raymond de Perehlos“ aus dem Jahre 1397, die Vision des William of Stranton in Englisch nach 1409 und die „Vision des Laurent Rathold de Pasztho“, 1411. Ein faszinierender Bericht einer Reise zum Lough Derg durch den katalanischen Pilger Ramon de Perillos aus dem Jahre 1397 wird in Harens und de Pontfarcys Buch gegeben zusammen mit verschiedenen anderen Berichten.
„Station Island“ ist ein langes Poem, geschrieben von Séamus Heaney über seine Erfahrung der Wallfahrt.  Andere bekannte Dichter wie Denis Devlin und Patrick Kavanagh schrieben auch Werke über St. Patricks Purgatorium. „The Lough Derg Pilgrim“ vom irischen Autor William Carleton gibt seine Erfahrungen wider, die ihn dazu führten, Gedanken an eine katholische Priesterlaufbahn aufzugeben. Er konvertierte zur anglikanischen Church of Ireland. Pete McCarthys Besuch 1998 wird in „McCarthy’s Bar“ beschrieben.
Jean Froissarts „Chroniken Frankreichs, Englands, Schottlands, der Bretagne, der Gascogne, Flanderns und der benachbarten Örtlichkeiten“ erwähnen das Purgatorium im vierten Buch.
François Rabelais’ Gargantua verweist auf das Purgatorium doppeldeutig als „Sankt Patricks Loch“
Pedro Calderón de la Barca schrieb 1640 ein Schauspiel über das Purgatorium: „El Purgatorio de San Patricio“ (die dt. Übersetzung „Das Fegefeuer des heiligen Patricius“ erschien 1824)

## Pilger
Da die Aufzeichnungen vor Ort 1632 vernichtet wurden, ist nicht genau bekannt, wie viele Pilger vor jener Zeit jedes Jahr kamen. Seit dieser Zeit sind jedoch Aufzeichnungen vorhanden. So kamen im Jahre 1700 5.000 Pilger, 1826 waren es 15.000 und 1846 30.000 kurz vor dem Beginn der großen Hungersnot. Von 1871 bis 1903 kamen ungefähr 3.000 Pilger jährlich. Von 1908 bis 1921 betrug die Zahl durchschnittlich 8.000. Von 1929 bis zum Ende des Jahrhunderts fiel die Zahl nie unter 10.000 Pilger pro Jahr. In manchen Jahren war sie zweimal bis dreimal so hoch. Der Ort zog in den letzten Jahren ungefähr 30.000 in der Hauptwallfahrtssaison an.
Bekannte Pilger:
- Tigernán Ua Ruairc, König von Bréifne, 1152
- Georgius Ungarus, auch George Crissaphan oder George Grissaphan (Krizsafán fia György, in Ungarisch), Ritter in der Armee Ludwig I. von Ungarn[34]
- Malatesta Ungaro, italienischer condottiero
- Laurence Rathold von Pászthó oder Laurentius Tar (Tar Lőrinc), ein Hofbeamter am Hofe Sigismund von Luxemburg, König von Ungarn – der Bericht seiner Pilgerfahrt: „memoriale super visitatione Domini Laurencii Ratholdi militis et baronis Ungariae factum de purgatorio sancti Patricii in insula Hiberniae“[35]
- Guillebert de Lannoy, ein Kammerherr des Herzogs von Burgund and Ritter des Ordens vom Goldenen Vlies, Wallfahrt 1430.
- Francesco Chiericati, päpstlicher Nuntius, 1522
- Mary McAleese – Präsidentin von Irland
- Frank Duff – Gründer der Legio Mariae
- Séamus Heaney – Dichter

Es gab 33 Pilger zwischen 1146 und 1517, die noch namentlich bekannt sind. 32 sind bei Haren und de Pontfarcy aufgezeichnet Francesco Chiericati sah den Namen des 33., Guarino da Durazzo, in einem Buch auf Station Island während seines Besuchs, bevor alle Aufzeichnungen am 25. Oktober 1632 vernichtet wurden.

## Weiterführende Literatur
- John B. Cunningham,  Lough Derg, Legendary Pilgrimage. Monaghan, Irland, R. & S. Printers, 1984. Eine Geschichte des Lough Derg und seiner Einrichtungen.

- Laurence J. Flynn, Lough Derg, County Donegal: St. Patrick’s Purgatory. [Dublin]: [Eason], 1987. Eine kurze illustrierte Geschichte.

- Peter Harbison und Joss Lynam, Lough Derg: The Shore by Saints Island, Co. Donegal. The Heritage Council of Ireland, Kilkenny, Heritage Council, 2004. Ein Wanderführer entlang des alten Pilgerpfads an der Südküste des Lough Derg.

- Michael Haren und Yolande de Pontfarcy (Hrsg.), The Medieval Pilgrimage to St Patrick’s Purgatory, Lough Derg and the European Tradition. Enniskillen, Clogher Historical Society, 1988. Eine Sammlung bedeutender Essays.

- Eileen Gardiner, Visions of Heaven and Hell before Dante. New York, Italica Press, 1989. Umfasst den Text der ”Vision des Owein“ basierend auf der Version in Roger of Wendovers Chronik zuzüglich verwandter Visionen.

- Eileen Gardiner, The Pilgrim’s Way to St. Patrick’s Purgatory. New York, Italica Press, 2010. Beschreibt eine Route für den modernen Pilger von Dublin zum Lough Derg mit Besuchen der bedeutenden mittelalterlichen Monumente entlang der Route und umfassender Beschreibung von Station Island und Saints Island.

- Shane Leslie (Hrsg.), Saint Patrick’s Purgatory: A Record from History and Literature. London, Burns, Oates & Washbourne, 1932; Neudruck Dublin, Colm Ó Lochlainn, Sign of the Three Candles, 1961. Eine frühe und gründliche Studie durch den Grundbesitzer des Seegeländes.

- Joseph McGuinness, Saint Patrick’s Purgatory, Lough Derg. Dublin, Columba Press, 2000. Eine Geschichte des Wallfahrtsorts.